# Bouxweerd
De Bouxweerd is een natuurgebied langs de Maas, ten noordoosten van Buggenum.
De Bouxweerd maakte tot 1952 deel uit van een veel grotere Maasuiterwaard, die tegenover Asselt in een ruime Maasbocht lag. Deze bocht is in dat jaar echter afgesneden, waardoor een groot deel van deze weerd ten oosten van de Maas kwam te liggen.
Het huidige gebied wordt in het noorden begrensd door de Wijnardenhof, welke vroeger op een eiland tussen twee Maasarmen lag.
Het gehele gebied was vroeger in gebruik als grasland, maar vanaf einde jaren 40 van de 20e eeuw begon de grindwinning in het gebied. Hierdoor ontstond in het zuidelijk deel van de Bouxweerd een ondiepe plas, terwijl een deel van de vergraving ten noorden hiervan werd opgevuld met zand. In het noordelijk deel heeft kleiwinning plaats gevonden ten behoeve van enkele naburige steenfabrieken.

## Plantengroei
In een deel van het gebied komt kwel voor en ontwikkelde zich elzenbroekbos. In 1998 werd holpijp, bosbies en ijle zegge aangetroffen, en op een enkele plaats akkerleeuwenbek en springzaadveldkers. Ook borstelbies, bruin cypergras en witte waterkers werden er aangetroffen. Verder werd er rijstgras gevonden. Verdere soorten zijn: aardaker, gewone agrimonie, geel walstro, hemelsleutel, kleine bevernel, bont kroonkruid, echte kruisdistel en smalle aster. Langs de Maas werden Engelse alant, peperkers en rode ogentroost aangetroffen.
Sinds 2000 wordt het gebied beheerd als natuurgebied, en is eigendom van Staatsbosbeheer. Sindsdien zijn er nieuwe soorten bijgekomen, zoals wilde marjolein, ijzerhard, kattendoorn, kruisbladwalstro, zomerfijnstraal, groot heksenkruid en rivierfonteinkruid.

## Dieren
Tot de broedvogels behoren tal van watervogels: fuut, knobbelzwaan, nijlgans, bergeend, slobeend, tafeleend, wintertaling, zomertaling en dergelijke. Er werden 14 soorten libellen waargenomen. De das heeft zich eveneens in het gebied gevestigd.